# Rustam Schagijew
Rustam Schagijew (russisch Рустам Шагиев, engl. Transkription Rustam Shagi(y)ev; * 23. Januar 1963) ist ein ehemaliger russischer Marathonläufer.
1987 lief er in Kiew auf einer allerdings 300 m zu kurzen Strecke 2:11:17 h. 1989 belegte er, für die Sowjetunion startend, beim IAAF-Weltcup-Marathon Rang 13 und wurde Zwölfter beim New-York-City-Marathon. Ebenfalls 1989 gewann er beim im Rahmen des Rhein-Ruhr-Marathons ausgetragenen Marathon der Universiade die Silbermedaille und wurde Fünfter beim Fukuoka-Marathon. 
1991 gewann er den Berliner Halbmarathon und wurde Vierter beim Berlin-Marathon in seiner persönlichen Bestzeit von 2:11:53 h. 1991 und 1994 siegte er beim Siberian International Marathon.
| Personendaten    | Personendaten                    |
| ---------------- | -------------------------------- |
| NAME             | Schagijew, Rustam                |
| ALTERNATIVNAMEN  | Шагиев, Рустам; Shagiyev, Rustam |
| KURZBESCHREIBUNG | russischer Marathonläufer        |
| GEBURTSDATUM     | 23. Januar 1963                  |